# Починковское сельское поселение (Мордовия)
Починковское се́льское поселе́ние — муниципальное образование в Большеберезниковском районе Мордовии Российской Федерации.
Административный центр — село Починки.

## История
Статус и границы сельского поселения установлены Законом Республики Мордовия от 1 декабря 2004 года № 95-З «Об установлении границ муниципальных образований Большеберезниковского муниципального района, Большеберезниковского муниципального района и наделении их статусом сельского поселения и муниципального района».
В 2019 году в Починковское сельское поселение были включены все населённые пункты упразднённого Елизаветинского сельского поселения (сельсовета).

## Население
| 2002 | 2010 | 2012 | 2013 | 2014 | 2015 | 2016 |
| ---- | ---- | ---- | ---- | ---- | ---- | ---- |
| 360  | ↘339 | ↘328 | ↘320 | ↘319 | ↘308 | ↘302 |
| 2017 | 2018 | 2019 | 2020 | 2021 |      |      |
| ↗307 | ↗308 | ↘296 | ↗542 | ↘507 |      |      |

## Состав сельского поселения
| № | Населённый пункт | Тип населённого пункта | Население |
| - | ---------------- | ---------------------- | --------- |
| 1 | Починки          | село                   | ↘296      |
| 2 | Елизаветинка     | село                   | ↘272      |
| 3 | Петровка         | село                   | ↘45       |